# 红岩水库 (保山)
红岩水库，位于中华人民共和国云南省保山市隆阳区蒲缥镇双河社区（村）境内，是怒江支流蒲缥河干流上一座中型水库。水库始建于2007年10月，2012年12月竣工。水库总库容1525万立方米，正常蓄水位1454.5米。主坝位于双河村红岩脚，为粘土心墙石渣坝，坝高61.5米，坝顶长171.6米，坝顶宽6米。G56杭瑞高速公路经过水库库区。